# Музей на персийския килим в Иран
Музеят на персийския килим в Иран (на персийски: موزه فرش ایران) е разположен в столицата Техеран, в близост до парка Лале.
Основан е през 1976 г. и показва разнообразни персийски килими от цял Иран, датиращи от 16 век до наши дни.
Музеят на персийския килим не само представя изящните изработки, но и изучава историята на килимите и качеството им. Музеят е създаден, за да съживи и развие изкуството на килима в Иран и да осигури източник, който да удовлетворява необходимостта от научни изследвания в историческия контекст и еволюцията на това изкуство.
Тъкането на килими несъмнено е едно от най-значимите проявления на иранската култура и изкуство, датиращи от Бронзовата епоха.
В археологически разкопки през 1949 г. е открит най-старият ръчно изработен персийски килим от руския археолог Руденко, в района на Пазърък, Алтай. Затова и килимът е наречен Пазъръкски килим.
Музеят на килима в Иран се състои от две галерии с изложбена площ 3400 m2, а библиотеката му съдържа 33 млн. книги.
Музеят е проектиран от архитекта Абдол-Азиз Мирза Фарманфармаиан. Перфорираната структура около външната му фасада е проектирана така, че да прилича на килим и да хвърля сянка върху външните стени, намалявайки влиянието на горещото лятно слънце върху вътрешната температура.